# (400900) 2010 RY141
(400900) 2010 RY141 es un asteroide perteneciente al cinturón de asteroides, descubierto el 9 de octubre de 2005 por el equipo del Spacewatch desde el Observatorio Nacional de Kitt Peak, Arizona, Estados Unidos.

## Designación y nombre
Designado provisionalmente como 2010 RY141.

## Características orbitales
2010 RY141 está situado a una distancia media del Sol de 3,012 ua, pudiendo alejarse hasta 3,291 ua y acercarse hasta 2,732 ua. Su excentricidad es 0,092 y la inclinación orbital 8,366 grados. Emplea 1909,34 días en completar una órbita alrededor del Sol.

## Características físicas
La magnitud absoluta de 2010 RY141 es 17.